# Ischnochiton colubrifer
Ischnochiton colubrifer är en blötdjursart som först beskrevs av Reeve 1848.  Ischnochiton colubrifer ingår i släktet Ischnochiton och familjen Ischnochitonidae. Inga underarter finns listade i Catalogue of Life.